# Mogiła (obwód Jamboł)
Mogiła (bułg. Могила) – wieś w południowo-wschodniej Bułgarii, w obwodzie Jamboł, w gminie Tundża. Według danych Narodowego Instytutu Statystycznego, 31 grudnia 2011 roku wieś liczyła 459 mieszkańców.

## Imprezy cykliczne
- Święto Jaryły
- Dzień kukurowski – w ostatnią niedzielę lutego pokaz kukerów[4].